# Zenés szánkózás
F-dúr divertimentó (Zenés szánkózás). Leopold Mozart Zenés szánkózás néven ismert divertimentója amit 1755. december 19-én komponált ami, egy bálba készülő társaság utazásának "leírása" a zenekar hangszereivel.

## A mű hatása
Fia Wolfgang Amadeus Mozart 1791-ben komponálta Három német tánc /K. 605./ címmel kiszenekari művét, melynek 3. része az Utazás szánon.
Leopold Mozart Zenés szánkózását később egy német zeneszerző (Franz-Theodor Cursch Bühren?) átdolgozta Gyermekszimfóniának, ami szintén a tél hangulatát idézi. 

## Tételek
1. Intrada
2. Andante
3. Presto
4. Intrada
5. Szánkózás
6. Andante, sempre piano (A ló megrázkódik)
7. Felvonulás
8. Allegro
9. Intrada
10. Szánkózás
11. Adagio (A hidegtől reszkető fehérnép)
12. Menuett/Trio (A bál kezdete)
13. Német tánc 1. Presto
14. Allegro (Az utolsó tánc)
15. Pianissimo
16. Német tánc 2.
17. Allegro (Az utolsó tánc)
18. Intrada
19. Szánkózás

## Hangszerelés
2 oboa, 2 fagott, 2 kürt, 2 klarinét, 2 trombita, timpani, vonósok, száncsengők